# 覃兒健
覃兒健（？—80年），武陵郡溇中（今湖南慈利县、石门县一带）人，东汉初年溇中蛮领袖。
汉章帝建初三年（78年）冬，覃兒健等在盟友陈从降汉之后反抗东汉政府，攻烧零阳县（今慈利）、作唐县（今安乡县）、孱陵县（今公安县）界中。第二年春，汉朝征发荆州七郡和汝南郡、颍川郡弛刑徒吏士五千余人，拒守在零阳，招募充中五里蛮精夫没有反叛的四千人，攻打澧中、溇中蛮。建初五年（80年）春，覃兒健等请降，朝廷不许。郡因进兵，在宏下作战，大破溇中蛮，斩杀覃兒健，余部弃营逃回溇中，再次乞降，朝廷接受了。